# Chiesa di Sant'Ambrogio (Brescia)
La chiesa di Sant'Ambrogio era una chiesa di Brescia, situata lungo la non più esistente via Sant'Ambrogio, fra la chiesa di Sant'Agata e il Duomo nuovo.
Fondata nel Duecento e ricostruita nel Seicento, la chiesa fu infine demolita nel 1929 nell'ambito dei lavori di realizzazione di piazza della Vittoria, su progetto di Marcello Piacentini. Della chiesa non resta più nulla, tranne le opere conservate all'interno e alcuni resti romani recuperati dalle fondazioni, il tutto oggi diviso tra il museo di Santa Giulia e alcune chiese cittadine.
L'edificio sorgeva indicativamente dove è posto oggi il Quadriportico, immediatamente dietro la Torre della Rivoluzione o Torre dell'Orologio, dando il fianco alla via che gli scorreva accanto e con la facciata, rivolta a ovest, coperta da edifici abitativi medievali.

## Storia
La chiesa viene fondata nella seconda metà del Duecento nel popoloso quartiere delle Pescherie, nella zona del cosiddetto suburbio (dunque fuori le mura cittadine), poco distante dalla chiesa di Sant'Agata. La sua stessa esistenza è infatti provata da un documento del 1264, in cui essa viene definita come esistente in "contrada Curte ducis". Poco o nulla si conosce della storia dell'edificio, i cui interni dovettero però essere ricostruiti e ammodernati nel Seicento per ospitare la confraternita dei Rosarianti.
Nel 1927 viene avviata la demolizione del malsano quartiere auspicata da più di un secolo per realizzare l'ancora esistente piazza della Vittoria su progetto di Marcello Piacentini e, nell'area da atterrare, rientra però anche la chiesa e altri importanti edifici della zona. Nel 1929 l'edificio abbandona definitivamente ogni funzione liturgica e viene svuotato di ogni opera d'arte, dopodiché viene demolito. Durante i lavori emergono alcune pietre romane scolpite reimpiegate nelle fondazioni, che vengono recuperate e portate al museo di Santa Giulia. Dell'originaria architettura dell'edificio non resta oggi più nulla, mentre le varie opere d'arte sono disperse fra altre chiese e il museo cittadino.

## Struttura e opere
Al momento della demolizione, la chiesa presentava ancora esternamente i caratteri dell'originale architettura romanica, evidentemente preservati nella ricostruzione seicentesca. La chiesa, orientata sull'asse est-ovest, appariva completamente circondata dagli edifici residenziali medievali su tutti i lati, tranne il fianco sud, lungo il quale correva l'omonima via Sant'Ambrogio, e parte del fianco nord. Anche la facciata, pertanto, era del tutto ostruita e l'ingresso era solamente laterale. L'interno era a navata unica ed è possibile ricostruirlo tramite un'eloquente fotografia scattata prima della demolizione: si avvertono le modeste dimensioni dell'aula e si vedono chiaramente i risultati dell'intervento seicentesco, che decorarono le pareti con lesene di ordine ionico a intarsi marmorei e una serie di affreschi a contorno. Nella foto si vedono anche un pulpito a parete in fondo a sinistra e il piccolo presbiterio.
In quest'ultimo, leggermente rialzato, era posto un altare dedicato alla Madonna del Rosario la cui statua, racchiusa in una nicchia, era affiancata da tele raffiguranti Sant'Ambrogio e San Carlo Borromeo, opere del pittore bresciano Antonio Paglia oggi conservate nella cappella di San Giuseppe presso il Centro Pastorale Paolo VI. L'altare a destra dell'ingresso, dedicato a San Gaetano da Thiene, recava una tela di Felice Boscaratti, raffigurante San Gaetano e San Girolamo in adorazione della Vergine col Bambino, oggi collocata sulla controfacciata della chiesa di Sant'Agata. L'altare sinistro, dedicato al Redentore, presentava invece una copia di un dipinto del Moretto, eseguita da Angelo Monticelli nel Seicento. Anche questa tela si trova nella chiesa di Sant'Agata, appesa nella Cappella del Crocifisso. Durante la demolizione fu inoltre staccato dalla parete esterna un frammento di affresco databile alla fine Trecento raffigurante San Giorgio a cavallo, poi trasferito alla Pinacoteca Tosio Martinengo dove è ancora esposto.